# Pedro Baldissera
Padre Pedro Baldissera SDS (Caxambu do Sul, Chapecó, 29 de maio de 1957) é um padre católico e político brasileiro.

## Biografia
Nasceu em Caxambu do Sul, na época distrito de Chapecó, no oeste de Santa Catarina. Cursou o ensino fundamental na Escola Municipal José Beviláqua, também em Caxambu, e na Escola Básica Estadual Aurora Loureiro, de Águas de Chapecó.
Já no ensino médio, ingressou na Escola Estadual Professor Anízio Ferraz Godinho, de Conchas, em São Paulo. Logo após, ingressou no curso de Filosofia da Faculdade Salesiana de Filosofia, Ciências e Letras, em Lorena, também no estado de São Paulo. Além do curso, ainda formou-se pedagogo pela Faculdade de Filosofia, Ciências e Letras de Moema, em São Paulo, e teólogo, pelo Instituto Teológico de São Paulo.
Foi ordenado padre católico em 1985. Entre os anos de 1986 e 1987 atuou como reitor do Seminário Salvatoriano de Videira. De 1988 a 1992 foi pároco de Tangará e, de 1992 a 1993, de Videira. Foi para o município de Guaraciaba em 1993 e desenvolveu atividades na paróquia local até 1996.
Em 1996 foi eleito prefeito do município de Guaraciaba, pelo Partido dos Trabalhadores, cargo para o qual foi reeleito no ano 2000. Concorreu ao cargo de deputado estadual em 2002, sendo eleito para o primeiro mandato na Assembleia Legislativa de Santa Catarina na 15ª legislatura (2003 — 2007). Em 2006 foi reconduzido ao cargo com 30.998 votos na 16ª legislatura (2007 — 2011). Em 2010 foi reeleito deputado estadual com 36.430 votos na 17ª legislatura (2011 — 2015). Nas eleições de 2014, em 5 de outubro, foi reeleito deputado estadual para a 18ª legislatura (2015 — 2019).
Em dezembro de 2017, depois de mais de 10 anos de insistência, Padre Pedro conseguiu a aprovação de uma Proposta de Emenda Constitucional (PEC) que acabou com as aposentadorias automáticas pagas aos ex-governadores do Estado. Mesmo que assumissem o cargo apenas por alguns meses, os ex-governadores tinham direito a um salário vitalício superior a R$ 30 mil, consumindo mais de R$ 3,7 milhões dos cofres públicos de Santa Catarina. A Proposta de Padre Pedro, aprovada depois de um longo embate, resultou na Emenda 75, que retirou da Constituição do Estado de Santa Catarina o Artigo 195, que previa o pagamento das aposentadorias para ex-governadores. 
Nas eleições de 2018 foi reeleito deputado estadual à Assembleia Legislativa de Santa Catarina pelo PT, com 35.184 votos, para a 19ª Legislatura (2019-2023).